# Amoxicilin

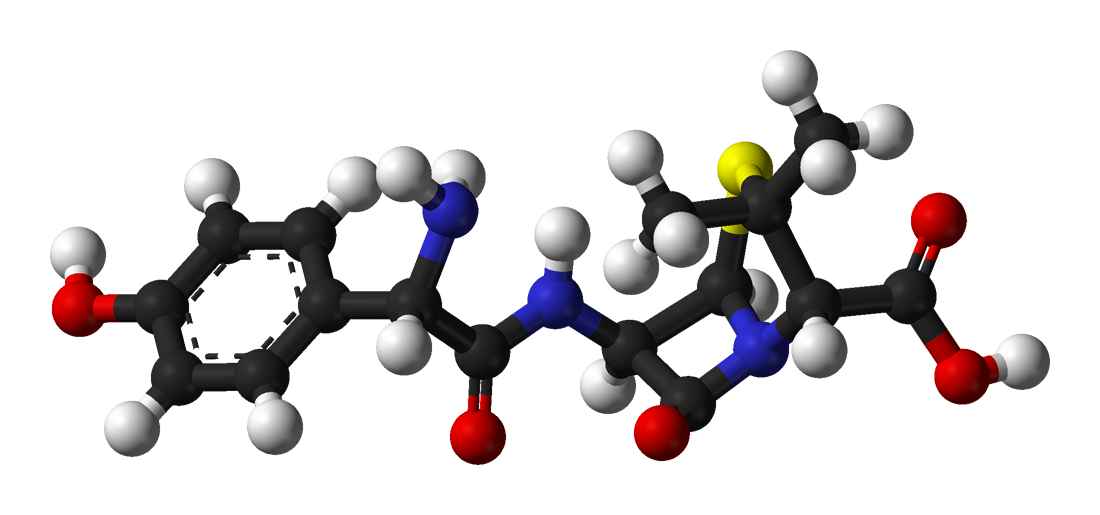
Prostorové znázornění molekuly amoxicilinu

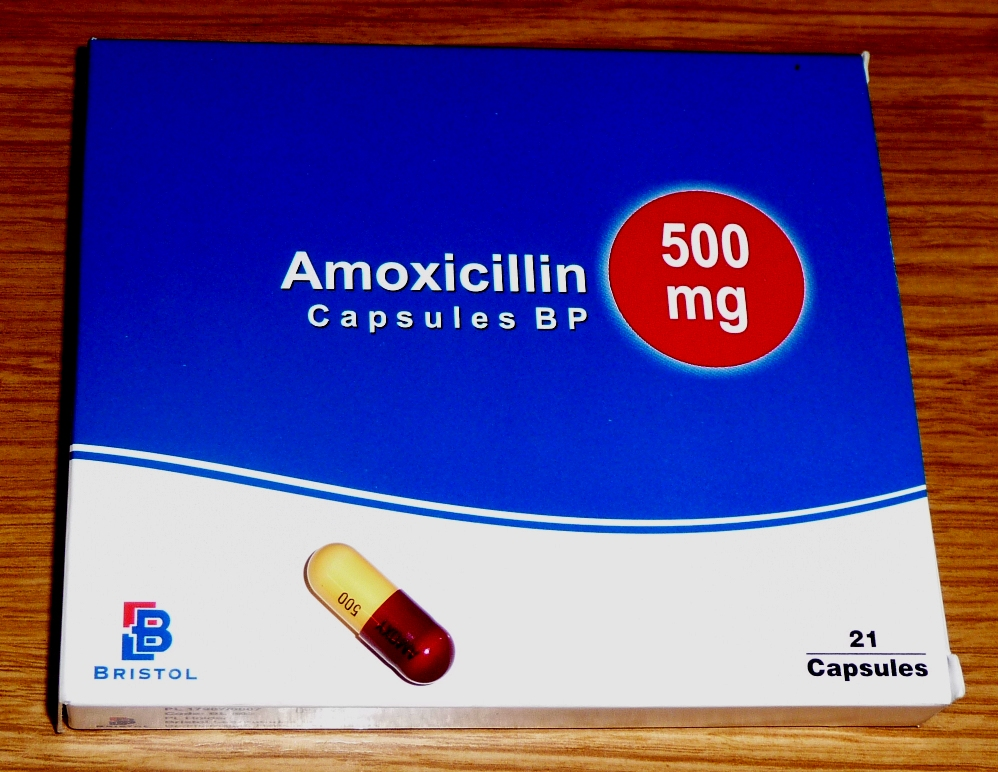
Amoxicillin BP

Amoxicilin (dříve též amoxycilin) je širokospektré β-laktamové antibiotikum příbuzné ampicilinu (viz aminopeniciliny). Jeho baktericidní účinek funguje na stejném principu jako u ostatních penicilinů tj. blokuje určité proteosyntézy probíhající v buněčných stěnách bakterií. V současnosti je z betalaktamových antibiotik v klinické praxi nejvíce aplikován právě amoxicilin, a to vzhledem k jeho širokému spektru klinických indikací ve spojení s dobrou absorpci (vstřebatelnosti) a možností jeho ústního (perorálního) podání. V rámci pediatrické péče patří amoxicilin mezi velmi často užívané antibiotikum.
Stejně jako ostatní beta-laktamová antibiotika je i amoxicilin rozkládán enzymem beta-laktamázou. Tento enzym rozkládá beta-laktamový kruh, který je klíčovým identifikátorem všech beta-laktamových antibiotik, a to včetně známého penicilinu. Tento enzym produkují rezistentní (odolné) kmeny bakterií, které jsou tímto vůči amoxicilinu netečné. Z důvodu potřeby zabezpečit působení i na takto odolné kmeny, přidává se k amoxicilinu inhibitor beta-laktamázy, kterým je obvykle kyselina klavulanová.

## Léčebné využití
Využití je obvyklé v léčbě bakteriálních zánětů lokalizovaných v dýchacích cestách jako jsou.: sinusitida (zánět vedlejších cest (obvykle dutin) okolo čichové kosti), tonzilitida (zánět krčních mandlí, angína), streptokoková faryngitida i nazofaryngitida (záněty nosohltanu), laryngitida (zánět hrtanu), bronchitida (zánět průdušek), pneumonie (zápal plic) atd.
Další uplatnění amoxicilinu nalezneme v léčbě těchto onemocnění: zánět středního ucha - otitis media, různé záněty močového ústrojí, chlamydiové infekce, otravy slezinnou snětí (anthrax), salmonelóza, lymeská borelióza
V případě sinusitid je amoxicilin lékem první volby v případě jejich prokazatelné bakteriální etologie (původcem onemocnění je bakterie), nicméně, stejně jako i jiná antibiotika, bývá amoxicilin často neodůvodněně předepisován u těch sinusitid, které mají virový původ.
Amoxicilin může být užitečný v léčbě akné (acne vulgaris), v jehož léčbě je příležitostně používán, a to při nedostačující odpovědi na léčbu jinými antibiotiky jako jsou doxycyklin a minocyklin.

## Vedlejší účinky
Vedlejší účinky amoxicilinu jsou stejná jako u ostatních beta-laktamových antibiotik. Díky zásahu bakteriální mikroflóry se mohou vyskytnout střevní potíže v podobě průjmu (diarrhoea). Dalším obvyklejším účinkem může být vyrážka (viz níže). Mezi vážnější, ale méně obvyklé účinky patří alergická reakce, která může nabýt podoby anafylaktického šoku. Dále mezi méně obvyklé vedlejší účinky patří intersticiální nefritida (tj. změny na úrovni zejména ledvinné dřeně) a lehčí formy zánětu jater (hepatitida). Pravděpodobnost výskytu těchto dvou příznaků je vyšší v případě užívání kombinace amoxicillinu a kyseliny klavulanové užívané déle než jeden týden.

### Nealergické kožní projevy
Zejména u dětí (3-10 %), užívajících amoxicilin nebo příbuzný ampicilin se může cca po 72 hodinách od prvního užití amoxicilinu objevit vyrážka, která vypadá podobně jako spalničky. Vyrážka má makulopapulární charakter, to znamená, že se současně vyskytují skvrny i pupínky. Pokud byl amoxicilin nasazen po předchozím užívání nějakého penicilinového antibiotika, může být doba výskytu této vyrážky kratší než 72 hodin od prvního podání amoxicilinu. Tento druh pozdní reakce nemusí být překážkou ve smyslu přerušení léčby či budoucího znovupoužití amoxicilinu či ampicilinu. Záleží na rozsahu této reakce a na tom, zda přínos v léčbě je přiměřeně větší než nepohodlí způsobené touto vyrážkou. Tento projev se odlišuje od alergických kožních projevů, způsobených amoxicilinem, a to zejména agresivitou a časností nástupu u alergenní kožní reakce.
Určitou zajímavostí je skutečnost, že tento pozdní projev léčby amoxicilinem může poukazovat na probíhající infekční mononukleózu či obecně infekci způsobenou virem Epstein-Barrové. Některé studie upozorňují na 80-90% spoluvýskyt těchto jevů.

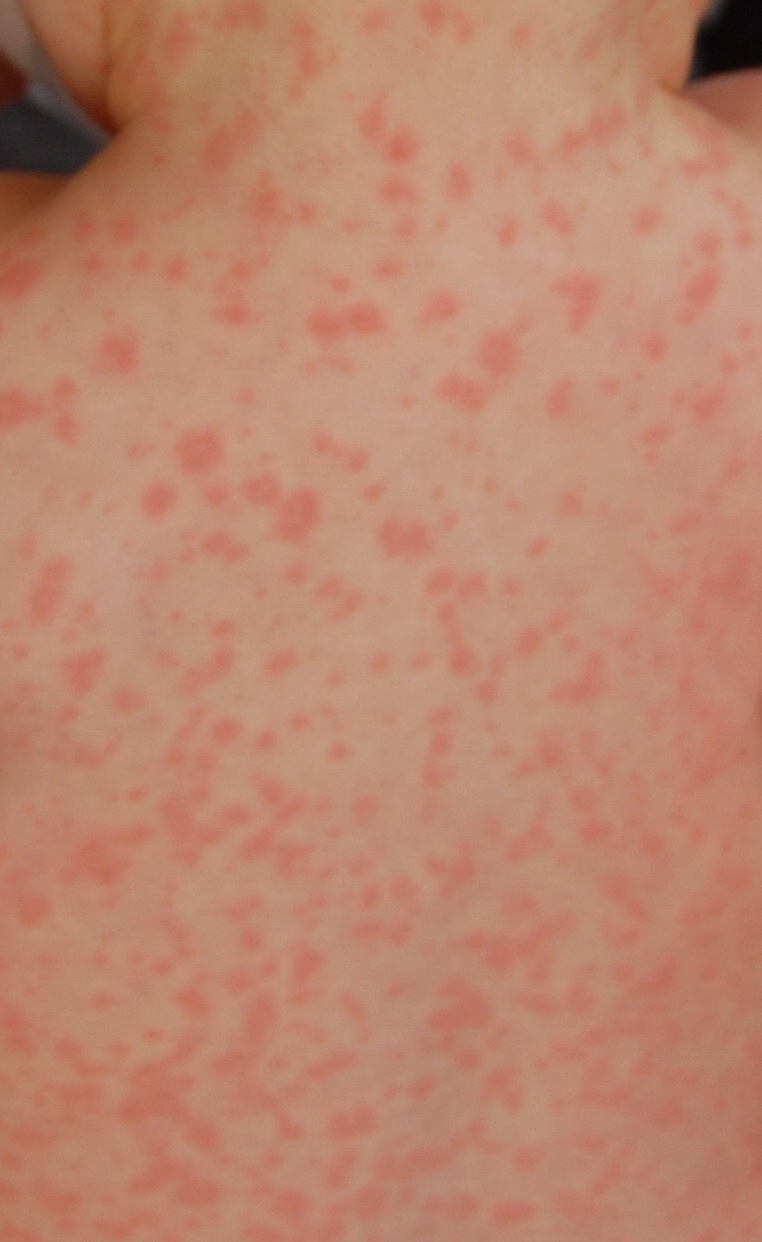
Vyrážka nealergického původu 8 dní po užití první dávky amoxicilinu a 24 hodin po jejím začátku. Diagnostikováno dětským lékařem v nemocnici.
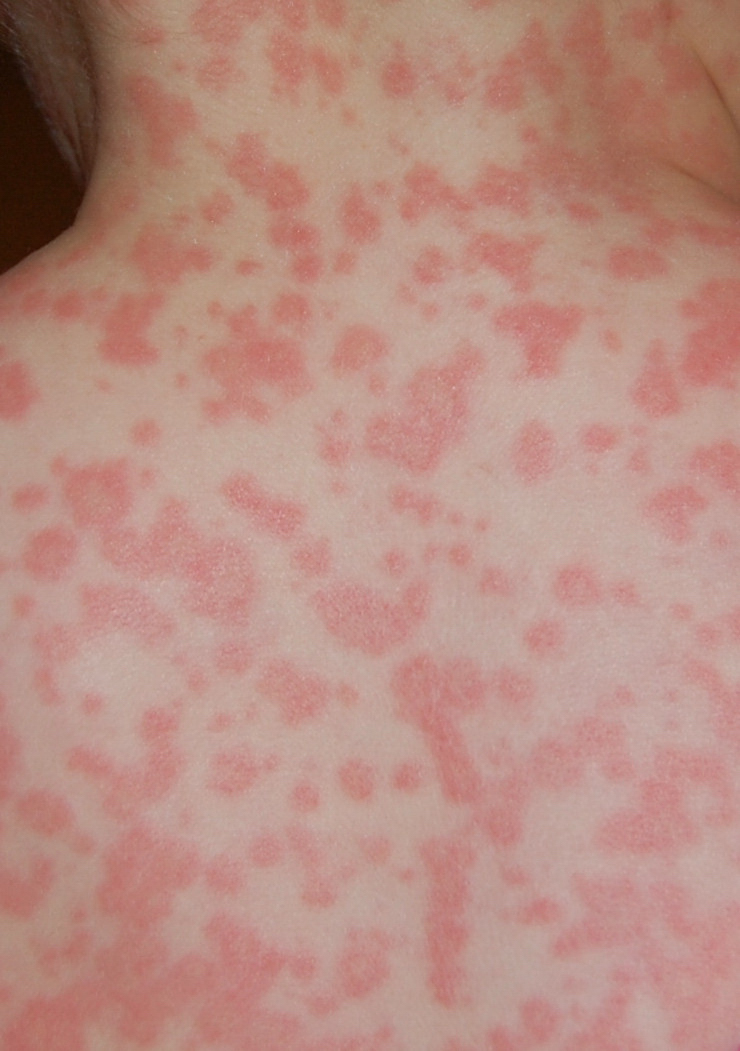
Po osmi hodinách od prvního snímku se skvrnky rozšířily a začaly se spojovat.
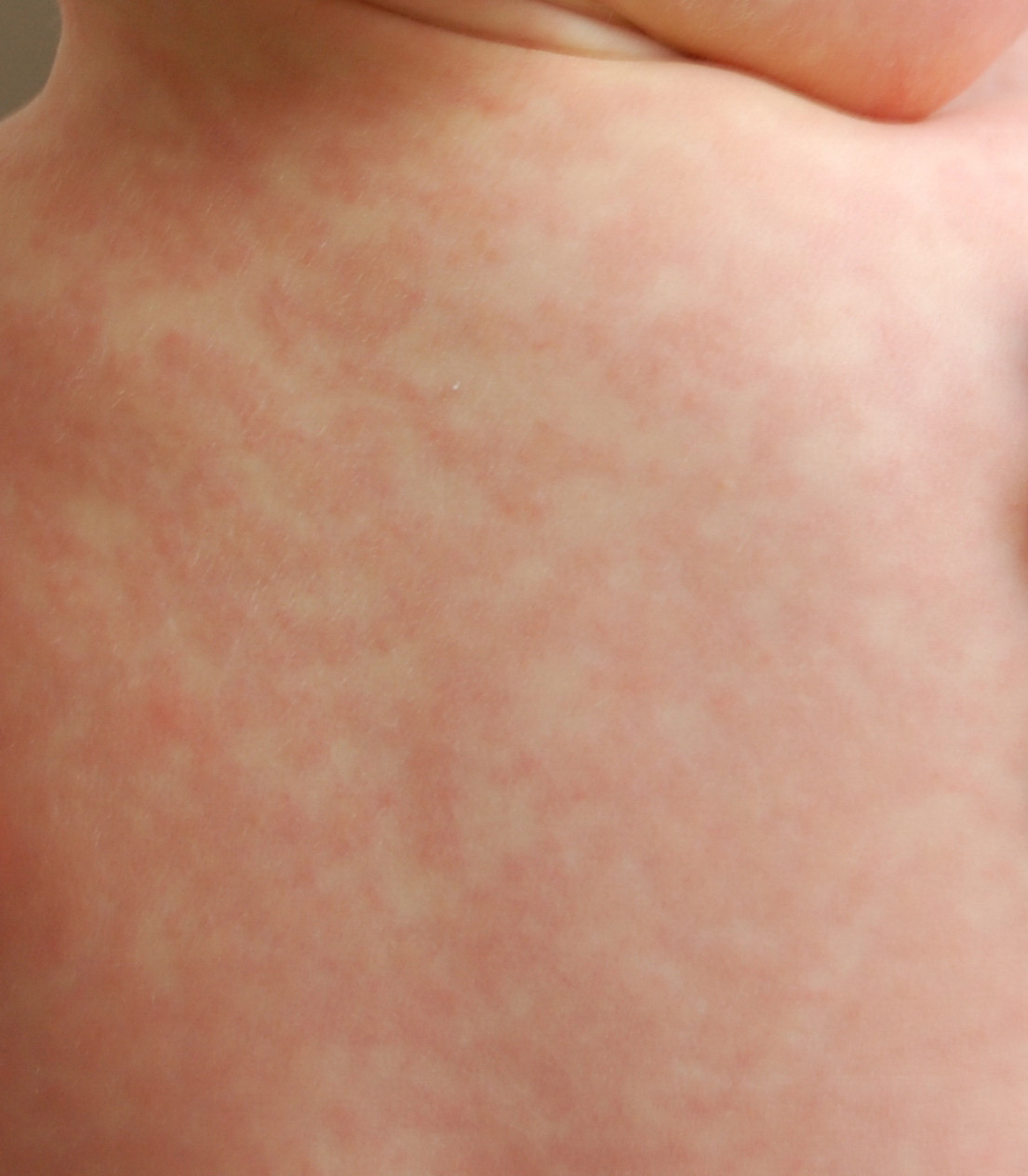
23 hodin od prvního snímku, barva skvrnek začíná blednout

### Interakce
Amoxicilin může interagovat (spolupůsobit) s následujícími léčivy:
- antikoagulancia (léky snižující srážlivost krve např. Warfarin, Pradaxa resp. dabigatran)[8]
- alopurinol (léčba dny)
- léčiva zvyšující vylučování kyseliny močové (urikosurický efekt)
- některé antikoncepční přípravky
- některá antibiotika
- methotrexat (léčba nádorových onemocnění)
- Tyfová vakcína

## Mechanismus účinku
Účinek amoxicilinu souvisí se stavbou stěny bakterie. Intuitivně si lze tuto stavbu představit jako spojení podélných trámů (lineární polymer peptidoglykanu) příčnými můstky (transpeptidy). Tyto můstky jednotlivé trámky příčně spojují a drží pohromadě. Vklínění do těchto můstků znemožní jejich vytvoření a následně dochází k rozpadu bakterie, který je umocněn autolytickými enzymy. Z logiky tohoto popisu vyplývá, že účinek amoxicilinu bude účinný ve chvíli, kdy dochází k syntéze peptidoglykanu tj. v růstové fázi (množení). Stavební struktura bakteriální stěny je přítomna jak u grampozitivních, tak gramnegativních bakterií.

## Spektrum antibiotického účinku
Mezi citlivé bakterie amoxicilinu patří:Streptococcus, Bacillus subtilis, Enterococcus, Haemophilus, Helicobacter, Moraxella
Spíše rezistentní jsou: Citrobacter, Klebsiella a Pseudomonas aeruginosa.
U některých kmenů E.Coli a Staphylococcus aureus se v různém rozsahu vyvinula rezistence.

## Léčiva
Farmaceutická výroba připravuje amoxicilin ve formě tablet, sirupů či suspenzí pro ústní užívání, které je nejčastější. Možné je i podání injekcí či infuzí (intravenózní, nitrožilní podání). V pokusech na myších byla popsána úspěšná likvidace listeriózy při injekčním podání nosných mikročástic amoxicilinu intraperitoneálně tozn. do břišní (peritoneální) dutiny.

### Obchodní názvy léčivých přípravků

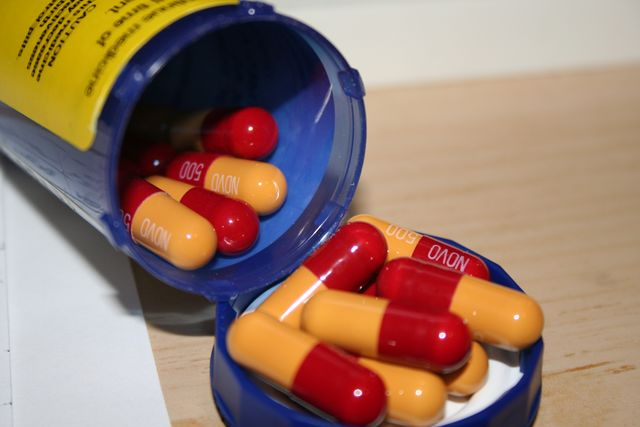
Novamoxin Prescription Drug - 500mg Amoxicillin Trihydrate

Amoxicilin je jeden ze semisyntetických penicilinů objevených vědci z farmaceutické společností en:Beecham. Protože zakladatelský patent amoxicilinu již vypršel, lze amoxicilin nalézt pod mnoha obchodními názvy tzv. generik:
- Actimoxi
- Alphamox
- Amimox
- Amocla
- AMK
- Amoksibos
- Amoxiclav Sandoz
- Amoxidal
- Amoxil
- Amoxin
- Amoksiklav (+ kyselina klavulanová)
- Amoxibiotic
- Amoxicilina
- Amoxidal
- Apo-Amoxi
- Augmentin (+ kyselina klavulanová)
- Bactox
- Betalaktam
- Bioxidona
- Cilamox
- Clamoxyl
- Clonamox
- Curam
- Dedoxil
- Dispermox
- Duomox
- Defender 625 mg (kyselina klavulanová)
- E-Mox
- Enhancin
- Ezymox 500 mg
- Ezymox-DC(Dicloxacin)
- Gimalxina
- Geramox
- Hiconcil
- Isimoxin
- Klavax
- Klavocin
- Klavox
- Lamoxy
- Largopen
- Moxatag
- Moxilen
- Moxypen
- Moxyvit
- Nobactam
- Novamoxin
- Ospamox
- Panklav (+ kyselina klavulanová)
- Optamox
- Pamoxicillin
- Panamox
- Penlac (+ kyselina klavulanová)
- Polymox
- Polymoxyl (PPM Product, Cambodia)
- Samthongcillin
- Senox
- Sinacilin
- Spektramox (+ kyselina klavulanová)
- Starmox
- Trimox
- Tolodina
- Tormoxin
- Unimox
- Wedemox
- Wymox
- Yucla
- Zerrsox
- Zimox

### Další četba
- Neal, M. J. Medical pharmacology at a glance. 4th. vyd. Oxford: Blackwell Science, 2002. ISBN 0-632-05244-9.
- Pichichero ME. A review of evidence supporting the American Academy of Pediatrics recommendation for prescribing cephalosporin antibiotics for penicillin-allergic patients. Pediatrics. 2005, s. 1048–57. Dostupné online. doi:10.1542/peds.2004-1276. PMID 15805383.
- Schmitt, Barton D. Your child's health: the parents' one-stop reference guide to symptoms, emergencies, common illnesses, behavior problems, healthy development. 2nd. vyd. New York: Bantam Books, 2005. Dostupné online. ISBN 0-553-38369-8.
- British National Formulary 45 March 2003